# Manzanillo, Las Vigas de Ramírez
Manzanillo är en ort i Mexiko.   Den ligger i kommunen Las Vigas de Ramírez och delstaten Veracruz, i den sydöstra delen av landet, 210 km öster om huvudstaden Mexico City. Manzanillo ligger 2 444 meter över havet och antalet invånare är 359.
Terrängen runt Manzanillo är varierad, och sluttar norrut. Runt Manzanillo är det ganska tätbefolkat, med 90 invånare per kvadratkilometer. Närmaste större samhälle är Perote, 14,8 km sydväst om Manzanillo. I omgivningarna runt Manzanillo växer i huvudsak blandskog.